# Lee Everett
Lee Everett je hlavní postava první sezóny herní série The Walking Dead. Lee, který měl za úkol chránit dívku jménem Clementine uprostřed zombie apokalypsy, se spojil s několika dalšími postavami a skupinami. Při vytváření Leeho se vývojáři pokoušeli dosáhnout realismu se silným důrazem na to, že je náhradním rodičem Clementine, o kterou se stará a učí ji, jak přežít v apokalypse. Je ztvárněn Davem Fennoyem, americkým dabérem. Za svou roli ve hře, zejména hlasovou práci a psaní, získal pozitivní odezvu. Fennoy byl nominován za nejlepší ztvárnění herní postavy na Spike VGA.

## Koncept a tvorba
Lee se poprvé objevil v epizodické videohře The Walking Dead v roce 2012 jako hratelná postava. Je dabován Davem Fennoyem, a byl napsán více lidmi, včetně Garyho Whitta. Fennoy dostal konkurz v e-mailu a po jeho dokončení obdržel hovor potvrzující, že získal roli. Fennoy Leeho nazval „komplikovaným“ kvůli jeho kriminální historii, jeho zájmu o udržení Clementine v bezpečí a skutečnosti, že se stýká s lidmi, s kterými by se nikdy nesetkal, kdyby nevypuknula zombie apokalypsa. Dodal, že jeho vlastní dítě mu pomohlo vcítit se do vztahu Leeho a Clementine. Whitta popsal jejich vztah jako „emocionálně autentický“. Dan Connors, generální ředitel Telltale Games, přirovnal Leeho k Ricku Grimesovi, protagonistovi komiksů a televizních seriálů The Walking Dead. Říkal mu drsný a chytrý a zároveň starostlivý. Také ho nazval „odrazem hráčových možností“. Návrhář a spisovatel Telltale Harrison G. Pink poznamenal, že je důležité učinit vše, co Lee řekne, věrohodným, a že Lee je „lidská bytost“ se „skutečnými potřebami, skutečnými obavami a skutečnými touhami“. I když chtěli umožnit hráčům vybrat si, co Lee říká, všechny možnosti jsou věci, které by Lee realisticky řekl.

## Výskyt
Před událostmi hry byl Lee, rodák z Maconu, profesorem historie na univerzitě v Georgii. Jednoho dne v práci onemocněl a vrátil se domů, kde našel svou ženu spát s jiným mužem, senátorem státu. V záchvatu vzteku ho Lee zabil; následně byl souzen a odsouzen za vraždu. Jeho zločin ho také vzdálil od rodičů a bratra.
K nástupu zombie apokalypsy dochází, když je Lee vězněn; když policejní auto, které ho přepravovalo do vězení, narazilo do zombie, podařilo se mu uprchnout, ale rychle si uvědomil katastrofální situaci, ve které se nachází. Ukryl se v nedalekém předměstském domě, kde najde malou Clementine, která se skrývá před zombie, protože její rodiče odešli do Savannah nějaký čas před apokalypsou. A tak Clementine nabídne, že ji vezme a ochrání, v naději, že se mu podaří najít její rodiče. Nakonec s ní jde na farmu Hershela Greena (známého z komiksu a seriálu), kde se setkají s rybářem jménem Kenny, jeho ženou Katjou a synem Duckem. Poté, co si nehoda se zombies (dále "chodci") vyžádá život Hershelova syna Shawna, jsou všichni vyhozeni a při útěku před chodci se setkají s dalšími přeživšími a vytvoří malou skupinu (kterou tvoří Lilly s jejím otcem, Glenn - známý ze seriálu a z komiksu, Doug, Carley, Kenny s jeho rodinou a Lee s Clementine). Poté v Maconu Lee objevil osud své vlastní rodiny.
Dále se skupina na tři měsíce zabydlila v motelu s ubývajícími zásobami a setkala s rodinou St. John, která je pozvala na večeři do jejich rodinné mlékárny. Skupina souhlasí s vysláním delegace na farmu v St. Johns, aby zjistila, zda jsou důvěryhodní; Lee však zjistí, že St. Johns jsou kanibalové a že plánují zabít a sníst jeho skupinu. Poté, co zabili St. Johns, je skupina nucena uprchnout z motelu před bandity a vlakem vyrazit do Savannah. Na cestě Lee začíná pomáhat Clementine naučit se dovednosti přežití, například jak používat zbraň a proč si musí udržovat krátké vlasy (aby ji za ně nějaký chodec nechytil). Když se přiblíží k městu, vysílačka, kterou má Clementine se zapne mluví do ni muž, který ví o všech Leeových činech a slibuje Clementine, že s ním bude v bezpečí.
Během cesty do Savannah se Duck tačne měnit, protože byl pokousán a hráč má dvě možnosti - buď ho zabít, nebo nechat Kennyho, aby se s tím vypořádal sám. Obě možnosti ale způsobí, že se Kennyho žena Katjaa zabije. V Savannah přeživší hledají loď a zásoby, aby uprchli z pevniny. Setkávají se s dalšími přeživšími, včetně lékaře jménem Vernon a mladé ženy jménem Molly. S jejich pomocí jsou schopni připravit loď na cestu. Vernon odejde, ale poznamenává, že věří, že Lee není vhodným strážcem Clementine. Následujícího rána se Lee probudí a zjistí, že Clementine je pryč, a když ji hledá, je překvapen chodcem a kousnut. Lee si myslí, že Clementine unesl Vernon. Ostatní přeživší souhlasí, že pomůžou Leemu hledat Clementine. Clementine ale ve skutečnosti unesl muž z vysílačky a je s ní v hotelu, kde byli ubytováni její rodiče (před apokalypsou). Po vstupu do nyní opuštěné skrýše Vernonovy skupiny má Lee možnost amputovat si pokousanou paži. Ať tak či onak, Lee a skupina odsud musí uniknout, a když se dostanou zpět do domu, zjistí, že jejich loď byla ukradena (Vernonem a jeho skupinou). Krátce poté, co je dům zaplaven chodci, skupina unikne do podkroví, odkud nakonec najdou cestu ven. Při cestě do hotelu vznikají oběti (Kenny spadne do skupiny chodců,...) a Lee je oddělen od Omida a Christy. Sotva při vědomí, se Lee dostane do hotelu a setká se s Clementiným únoscem, který vysvětluje, že Leeova skupina předtím ukradla zásoby z auta jeho rodiny, což nakonec vedlo ke smrti jeho manželky a dětí, zpochybňuje Leeova další rozhodnutí a nakonec ho plánuje zabít a postarat se o Clementine jako o svou dceru. Clementine pomůže Leemu, aby toho muže přemohl a zabil. Při úniku z hotelu, když objevují Clementininy zombifikované rodiče, Lee omdlí.
Když se Lee probudí, nemá sílu a sotva dokáže zůstat při vědomí a zjistí, že ho Clementine odvezla do bezpečí. Lee umírá a přitom pomáhá Clementine zabezpečit klíče a zbraň a řekne jí, aby našla Omida a Christu. Hráč se může rozhodnout, zda nechá Leeho přeměnit v chodce, nebo ho zastřelí
Dále se Lee objevuje už jenom ve snech a vzpomínkách Clementine. 

## Vnímání
Lee byl uznávaný kritiky i fanoušky. Colin Campbell z IGN napsal článek podrobně popisující, proč na Leem  „opravdu záleží“. Vysvětluje, že důvod, proč je hra tak dobrá, je ten, že Lee má spoustu skvělých vlastností, jako je například milý a skromný. Dále ho popisuje jako „obyčejného člověka“. Spisovatel IGN Greg Miller také citoval, proč si hru užívá; napsal, že má pocit, že se skutečně podílel na vývoji příběhu Leeho. Polygon jeho a Clementine zařadil mezi 70 nejlepších postav videoher roku 2010, kdy v publikaci napsal Colin Campbell: „Lee je uprchlý trestanec uprostřed vypuknutí zombie apokalypsy, který se ocitne v péči o vyděšenou a zranitelnou dívku jménem Clementine. Pozdější období ukazují Clementinino poučení, které si odnesla od svého mentora. Jsou to postavy, které mnoho fanoušků skutečně miluje.“ Kirk Hamilton z Kotaku píše, že ho více zajímá Lee, než Rick Grimes (protagonista komiksů a televizních seriálů The Walking Dead). Emily Richardson z The Daily Telegraph měla pocit, že sama řídila příběh. Zaměstnanci GamesRadar označili Leeho za 84. nejlepšího herního hrdinu. Citovali jeho statečnost a oddanost Clementine. Dave Fennoy dostal pochvalu za ztvárnění Leeho. Fennoy byl nominován na cenu „Nejlepší mužský výkon“ v roce 2012 na Spike TV Video Game Awards a na kategorii „Performance“ v roce 2013 na British Academy Video Games Awards. Leeova postava získala v roce 2013 cenu D.I.C.E. Summit.